# Basket-Ball Club Sparta Bertrange
Il Basket-Ball Club Sparta Bertrange è una società cestistica avente sede a Bertrange, in Lussemburgo. Fondata nel 1935, gioca nel campionato di pallacanestro lussemburghese.

## Palmarès
- Campionato lussemburghese: 11

1958, 1960, 1969, 1974, 1979, 1986, 1987, 2005, 2007, 2008, 2012
- Coppa del Lussemburgo: 5

1960, 1973, 1985, 1997, 2010